# استین روکان
استین روکان (انگلیسی: Stein Rokkan؛ زاده ۴ ژوئیهٔ ۱۹۲۱ درگذشته ۲۲ ژوئیهٔ ۱۹۷۹) یک سیاست‌مدار اهل نروژ بود. 